# Мережко, Виктор Иванович
Ви́ктор Ива́нович Мере́жко (28 июля 1937, хутор Ольгенфельд, Александровский район, Ростовская область, РСФСР, СССР (ныне пос. Южный, Азовский район) — 30 января 2022, Санкт-Петербург, Россия) — советский и российский сценарист, драматург, кинорежиссёр, актёр, писатель-прозаик, певец, телеведущий. Народный артист Российской Федерации (2014), лауреат Государственной премии СССР (1987).

## Биография

### Ранние годы
Родился 28 июля 1937 года в немецкой колонии Ольгенфельд Александровского района Ростовской области, в семье директора молочных заводов Ивана Севастьяновича Мережко и лаборантки Александры Ефимовны Гончаровой. В семье было пятеро детей. Дед по материнской линии Ефим Петрович работал кузнецом.
В 1952 году вместе с семьёй переехал в село Русская Поляна под городом Черкассы (Украина). Выучил украинский язык и окончил украинскую школу. Пытался поступить в Киевский политехнический институт на факультет киноинженеров, но не выдержал вступительных экзаменов. Год работал в лесу дровосеком, затем уехал на заработки в Архангельск.
В 1956 году поехал во Львов, где поступил в Украинский полиграфический институт им. Ивана Фёдорова. По окончании в 1961 году технологического факультета института настоял на распределении в родную Ростовскую область, в издательство «Молот», где работал инженером-технологом.

### Работа в кино
В 1963 году послал свои работы на конкурс в Москву. В 1964—1968 годах учился во ВГИКе (мастерская Алексея Спешнева, затем — Ильи Вайсфельда). Уже на втором курсе ВГИКа по сценарию Виктора сняли его первый короткометражный фильм «Зареченские женихи».
По сценариям Виктора Мережко было снято пятьдесят фильмов и двенадцать мультфильмов, среди них такие известные картины, как «Родня», «Полёты во сне и наяву», «Вас ожидает гражданка Никанорова», «Одинокая женщина желает познакомиться».
С первых же своих работ как сценариста Виктор Мережко обозначил свой интерес к нравственным проблемам современного общества. В его работах взаимоотношения героев и их социальный конфликт обусловливают фабулу фильмов. Так, в фильме «Трясина» (режиссёр Г. Чухрай) частная жизнь героя и его нравственный статус проходит проверку войной и экстремальной ситуацией. Сценарии Виктора Мережко отличаются глубокой проработкой персонажей, взаимодействием лирических и эксцентрических элементов (фильмы «Родня», «Полёты во сне и наяву») и основаны на лучших традициях советской прозы. Он известен как драматург, его пьесы «Пролетарская мельница счастья», «Ночные забавы», «Крик», «Я — женщина», «Женский стол в охотничьем зале» получили широкую известность и идут во многих театрах.
В 1999 году вместе с композитором Евгением Бедненко осуществил проект «Поют звёзды театра и кино», в который вошли популярные актёры Вера Васильева, Александр Збруев, Александр Михайлов, Наталья Варлей, Лариса Голубкина, Михаил Евдокимов, Борис Хмельницкий, Алексей Булдаков, Юрий Чернов и группа Евгения Бедненко «Хорус». Итогом проекта стали концерты и музыкальный диск, выпущенный в США и продублированный «Радио МПС».
Секретарь Союза кинематографистов России и Москвы, член Союза писателей России, Заслуженный деятель искусств РСФСР (1988).
Председатель правления Дома кино. Один из основателей киноакадемии «Ника» и её первый президент (после — почётный член Совета этой академии). Один из организаторов кинофестиваля стран СНГ и Балтии «Киношок».
Начиная с 1990-х годов Мережко постоянно снимается как актёр, в основном в криминальных сериалах. Зрители отметили его роли в фильме «Рэкет» (1992) и сериале «Крот» (2001—2002).

### Телевизионная деятельность
В 1989—1995 годах Виктор Мережко вёл популярную в СССР и России программу «Кинопанорама», откуда ушёл из-за невозможности совмещать работу на двух каналах: первом и шестом.
Стоял у истоков создания в 1993 году телеканала «ТВ-6 Москва», был первым вице-президентом Московской независимой вещательной корпорации и лично по доверенности Эдуарда Сагалаева получал первую лицензию на вещание канала. С 1994 по 2002 год — автор и ведущий программы «Моё кино» телеканала «ТВ-6 Москва».
С 1995 года был художественным руководителем телекомпании «Каскад». Являлся художественным руководителем программ «Колесо истории» и «Анализы недели», а также художественным руководителем компании «Голдвидео».
После того как ТВ-6 перестал существовать, Мережко покинул «шестую кнопку» и с 2002 по 2004 год входил в руководство телеканала «М1» как заместитель гендиректора Сергея Москвина. О работе своих преемников на шестой кнопке сценарист отзывался неодобрительно: «Для меня ТВС не существовало. Говорю это не от злорадства, а оттого, что это был самый слабый, самый неуверенный и самый непродуманный телеканал России». При этом чуть ранее, работая с теми же самыми людьми на телеканале ТВ-6 в 2001—2002 годах, Мережко отзывался о них диаметрально противоположным образом: «Общение с новой командой ТВ-6 доставляет мне удовольствие. Это люди не только высокой культуры, но и в высшей степени профессионалы. Команда понимает, что надо делать весело и красиво, а не сиюминутно и скандально».

### Личная жизнь
- Жена Тамара Вадимовна Мережко (1946—1997). Поженились 28 января 1966 года[21]. Умерла в 1997 году в возрасте 51 года[22].
- Дочь Мария (род. 1973), актриса и сценарист.
- Сын Иван (род. 1982)[23], актёр, режиссёр, сценарист, музыкант.
- Сноха Полина (род. 1974), психолог, психотерапевт.

### Общественная позиция
Весной 2014 года, во время украинского кризиса и аннексии Крыма Россией, Виктор Мережко занял пророссийскую позицию, о чём он сам и рассказал в одном из своих интервью. Утверждал, что американцы «поставили задачу рассорить русский и украинский народы». В июле 2017 года Службой безопасности Украины ему был запрещён въезд на территорию страны.

### Смерть
Скончался 30 января 2022 года на 85-м году жизни в Санкт-Петербурге от осложнений, вызванных коронавирусом.
Прощание с Виктором Мережко прошло 3 февраля 2022 года в Центральном доме кино. Похоронен на Троекуровском кладбище рядом с супругой Тамарой Вадимовной (участок № 3).

## Фильмография

### Актёр
- 1969 — Если есть паруса — Виктор
- 1986 — Прости — Владимир Юрьевич
- 1987 — Девятое мая
- 1989 — Нечистая сила — покупатель в машине
- 1990 — Дикий пляж — Филиппыч
- 1992 — Рэкет — адвокат Владимир Иванович Сабур
- 1993 — Русский роман
- 2001—2002 — Крот (сериал) — Кирилл Иванович Сабурцев, он же «Сабур», криминальный авторитет, наркоторговец (выброшен с балкона Германом в 11 серии 2-го сезона) (‡)
- 2001 — Крылья
- 2002 — Провинциалы (сериал) — камео
- 2003 — Замыслил я побег — поэт
- 2007 — Сонька Золотая Ручка (сериал) — «Мамай», глава криминальной организации «Червонный валет»
- 2010 — Сонька. Продолжение легенды (сериал) — «Мамай», глава криминальной организации «Червонный валет»
- 2012 — Дед Иван и Санька — Лёва Бузякин

### Режиссёр
- 2004 — Новогодние мужчины
- 2005 — Одиночество любви
- 2006 — Красная Комната
- 2007 — Белая ночь, нежная ночь
- 2007 — Сонька Золотая Ручка (сериал)[30]
- 2008 — Объявлены в розыск
- 2008 — Разжатые пальцы
- 2010 — Сонька. Продолжение легенды (сериал)
- 2012 — Подземный переход (сериал)
- 2013 — Хуторянин (сериал)
- 2019 — Не ждали

### Сценарист
Фильмы и телесериалы
- 1967 — Зареченские женихи
- 1967 — Кто умрёт сегодня
- 1968 — Слепой дождь…
- 1971 — «Тигры» на льду
- 1972 — Здравствуй и прощай
- 1974 — Вольному — воля
- 1974 — Одиножды один
- 1976 — Трын-трава
- 1977 — Журавль в небе
- 1977 — Трясина
- 1978 — Вас ожидает гражданка Никанорова
- 1978 — Уходя — уходи
- 1980 — Холостяки
- 1981 — Други игрищ и забав
- 1981 — Отставной козы барабанщик
- 1981 — Родня
- 1982 — Полёты во сне и наяву
- 1982 — Прозрачное солнце осени
- 1984 — Аплодисменты, аплодисменты…
- 1984 — Если можешь, прости
- 1984 — Инфанты
- 1986 — Одинокая женщина желает познакомиться
- 1986 — Прости
- 1987 — Девятое мая
- 1987 — Забавы молодых
- 1988 — Автопортрет неизвестного
- 1988 — Повестка в суд
- 1988 — Шаг
- 1989 — Одинокий охотник
- 1989 — Под небом голубым…
- 1990 — Собачий пир
- 1991 — Кремлёвские тайны шестнадцатого века
- 1991 — Ночные забавы
- 1992 — Рэкет
- 1993 — Если бы знать…
- 1994 — Курочка-ряба
- 1995 — Грешные апостолы любви
- 1996 — Линия жизни
- 1998 — Три женщины и мужчина
- 2001—2002 — Крот (сериал)
- 2001 — Лиса Алиса
- 2002 — Кавказская рулетка
- 2002 — Провинциалы (сериал)
- 2004 — Новогодние мужчины
- 2004 — Я тебя люблю (сериал)
- 2006 — Красная комната
- 2006 — Жулики
- 2007 — Сонька Золотая Ручка (сериал)
- 2008 — Белая ночь, нежная ночь (фильм)
- 2008 — Объявлены в розыск
- 2008 — Разжатые пальцы
- 2009 — Сонька. Продолжение легенды (сериал)
- 2012 — Дед Иван и Санька
- 2012 — Подземный переход
- 2013 — Хуторянин
- 2013 — Царевна Лягушкина
- 2016 — Рядом с нами
- 2016 — Одиночество (сериал)
- 2016 — Найти мужа Дарье Климовой
- 2019 — Входя в дом, оглянись
- 2019 — Не ждали

Мультфильмы
- 1977 — Василиса Прекрасная
- 1979 — Премудрый Пескарь
- 1981 — Кот Котофеевич
- 1982 — Лиса Патрикеевна
- 1982 — Отчего кошку назвали кошкой
- 1982 — Старуха, дверь закрой!
- 1983 — Волчище — серый хвостище
- 1984 — Медведь — липовая нога
- 1985 — Перфил и Фома
- 1986 — Приключения пингвинёнка Лоло (Фильм 1)
- 1987 — Приключения пингвинёнка Лоло (Фильм 2)
- 1987 — Приключения пингвинёнка Лоло (Фильм 3)

## Награды и признание
- 1987 — Государственная премия СССР за сценарий к фильму «Полёты во сне и наяву».
- 1988 — Заслуженный деятель искусств РСФСР — за заслуги в области советского искусства[31].
- 2014 — Народный артист Российской Федерации — за большие заслуги в развитии отечественной культуры и искусства, телерадиовещания, печати, связи и многолетнюю плодотворную деятельность[32].